# Phoebe luteola
Phoebe luteola är en skalbaggsart som beskrevs av Bates 1881. Phoebe luteola ingår i släktet Phoebe och familjen långhorningar.
Artens utbredningsområde är Guatemala. Inga underarter finns listade i Catalogue of Life.